# 小維西河
小維西河（烏克蘭語：Мала Вись），是烏克蘭的河流，位於該國中部，流經基洛夫格勒州，屬於大維西河的左支流，發源自馬努伊利夫卡以南，河道全長40公里，流域面積488平方公里。